# Ludwig Mödl
Ludwig Mödl (* 20. März 1938 in Ingolstadt) ist ein römisch-katholischer deutscher Theologe, Hochschullehrer und Prälat.

## Werdegang
Ludwig Mödl studierte und promovierte in Theologie an der Ludwig-Maximilians-Universität München. Dort wurde er Mitglied der katholischen Studentenverbindung KDStV Aenania München im CV. Am 29. Juni 1966 empfing er in Eichstätt die Priesterweihe. Er war zunächst Kooperator in Kipfenberg und in der Stadtpfarrei St. Johannes in Neumarkt in der Oberpfalz. Er nahm an einem zweijährigen Postgraduate-Lehrgang am damaligen Institut für Katechetik und Homiletik in München teil.
Mödl wurde 1984 mit der Dissertation Priesterfortbildung um die Mitte des 19. Jahrhunderts promoviert.
Vom 1. Oktober 1971 bis 30. September 1987 war er als Regens des Eichstätter Priesterseminares verantwortlich für die Ausbildung der künftigen Priester des Bistums Eichstätt. Er leitete vom 1. Oktober 1987 bis 30. September 1988 als Direktor Schloss Hirschberg, das Exerzitien- und Bildungshaus des Bistums Eichstätt.
Anschließend schlug er eine akademische Laufbahn ein. Vom 1. Oktober 1988 bis 30. September 1992 war er Inhaber des Lehrstuhls für Pastoraltheologie an der Theologischen Fakultät Luzern, vom 1. Oktober 1992 bis 31. März 1996 Ordinarius für Spiritualität und Homiletik an der Katholischen Universität Eichstätt-Ingolstadt sowie vom 1. April 1996 bis zu seiner Emeritierung im Jahr 2003 Professor für Pastoraltheologie an der LMU München.
Von 2003 bis zum Ende des Sommersemesters 2013 war er Spiritual im Herzoglichen Georgianum München. Parallel zu seiner Tätigkeit als Spiritual war er von Juli 2007 bis 2013 (als Nachfolger des Religionsphilosophen Eugen Biser) Universitätsprediger an der Münchner Ludwigskirche. Mödls Nachfolger als Universitätsprediger wurde Marc-Aeilko Aris. Seit 2013 ist Mödl Alterskaplan in der Pfarrei Heilig Geist in München und unterstützt den dortigen Pfarrer. Im Sommersemester 2015 vertrat er seinen Nachfolger auf dem Lehrstuhl für Pastoraltheologie der LMU München, Andreas Wollbold.

## Mitarbeit in Gremien, Vereinen und Fachverbänden
- langjähriger Sprecher der Arbeitsgemeinschaften der Theologischen Disziplinen bei der Deutschen Bischofskonferenz.
- Mitglied in der „Akademia Scientiarum et Artium Europaea“.
- Theologischer Berater der Oberammergauer Passionsspiele.
- Mödl ist Vorsitzender des Kuratoriums des Instituts für Theologische und Pastorale Fortbildung Freising, einer Fortbildungseinrichtung der Freisinger Bischofskonferenz für die Seelsorger der Bayerischen Diözesen (einschließlich Diözese Speyer).
- Er arbeitete lange Jahre mit in der Redaktion der homiletischen Zeitschrift Der Prediger und Katechet.
- Rotary Club Dachau
- Vorsitzender des Münchner Vereins für Christliche Kunst[5]

In seinem wissenschaftlichen und theologischen Arbeiten hat er immer wieder ein besonderes Interesse für Themen der christlichen Kunst und Volksfrömmigkeit gezeigt.

## Schriften

### Publikationen in Buchform
- als Herausgeber, mit Konrad Baumgartner: Kasualpredigten, Band 4 (= Der Prediger und Katechet. Praktische katholische Zeitschrift für die Verkündigung des Glaubens, Sonderheft). Wewel, München 1988, ISBN 3-87904-076-1.
- mit Franz Rindfleisch (Hrsg.): F. Rindfleisch: Holzschnitte zur Passion. 1994
- als Herausgeber:  Kasualpredigten, Band 5: Taufe, Trauung, Trauerhilfe (= Der Prediger und Katechet. Praktische katholische Zeitschrift für die Verkündigung des Glaubens, Sonderband). Wewel, München 1994, ISBN 3-87904-098-2.
- mit Kurt Koch, Manfred Diefenbach, Heribert Wahl: Ein sperriges Zeichen. Praktisch-theologische Überlegungen zur Theologie des Kreuzes. Don Bosco, München 2001, ISBN 3-7698-1075-9.
- mit Heinz-Günther Schättler, Gerhard Ulrich: Das Evangelium ist eine Kraft Gottes. Die Predigt in den kulturellen Räumen der Gesellschaft. Don Bosco, München 2002, ISBN 3-7698-1192-5.
- Das Wesen des Christentums. Vandenhoeck & Ruprecht, Göttingen 2003, ISBN 3-89971-125-4.
- mit Hans Ramisch: Spiegel des Heiligen. Schnell & Steiner, Regensburg 2003, ISBN 3-7954-1573-X.
- mit Stefan Samerski: Global-Player der Kirche? Heilige und Heiligsprechung im universalen Verkündigungsauftrag. Echter, Würzburg 2006, ISBN 3-429-02824-8.
- Worte tastend suchen. Gedichte. Herausgegeben von Stefan Hauptmann und Tamara Steiner. Kunstverlag Josef Fink, Lindenberg 2016, ISBN 978-3-95976-007-2.
- Katholisch aus Überzeugung. Media Maria, Illertissen 2021, ISBN 978-3-947931-35-4.
- Wohin nur weht der Wind den Sand? Gedichte. Kunstverlag Josef Fink, Lindenberg 2021, ISBN 978-3-95976-303-5.

### Zeitschriftenartikel
- Johann Michael Sailers Ansatz einer spirituellen Theologie, in: Münchener Theologische Zeitschrift, 2001.
- Gottes Ort. Lesepredigt zum Weihtag der Lateranbasilika, in: PUK, 147. Jahrgang, 2008, Heft 6.
- Kontrolle prophetisch. Wie kann in unserer Kirche die Buße wieder ernsthafter werden?, in: ThG, Jahrgang 58, 2015 Heft 3, S. 162–170.
- Friedensgedanken. 100 Jahre »Patrona Bavariae«, in: Der Prediger und Katechet (PUK), 156. Jahrgang, 2017, Heft 3.

## Ehrungen
- Ritter des Ritterordens vom Heiligen Grab zu Jerusalem